# Ethylenglycoldistearat
Ethylenglycoldistearat (EGDS) ist der Diester aus Stearinsäure und Ethylenglycol.

## Verwendung

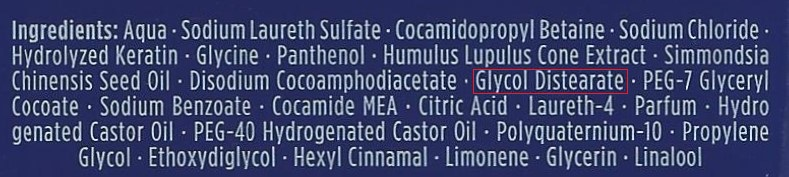
Deklaration der Inhaltsstoffe eines Ethylenglycoldistearat-haltigen Shampoos gemäß INCI

Ethylenglycoldistearat kann als Trübungsmittel, Perlglanzmittel, oder als Dispergiermittel in Reinigungsmitteln (zum Beispiel Seifen, Shampoos oder Lotionen) verwendet werden. Andere Perlglanzmittel, anorganische oder aus Fischextrakten, sind entweder zu giftig oder teuer. Daher sind Fettsäurederivate, wie Ethylenglycoldistearat, sehr verbreitet als Perlglanzmittel. Darüber hinaus findet es Anwendung als Verdünnungsmittel für Lebensmittelfarbe, die zum Einfärben von Eierschalen dient.

## Gewinnung
Bei der Veresterung von Stearinsäure mit 1,2-Ethandiol entstehen zwei Produkte. Zum einen der Diester Ethylenglycoldistearat sowie der Monoester Ethylenglycolstearat. Durch Säurekatalyse bei normalem Druck, ist es Li Young & Co. gelungen, die Ausbeute bei der Veresterung auf 97 % zu steigern.